# The Mother
The Mother  (en México conocida como Pecado familiar) es una película británica de 2003 dirigida por Roger Michell y protagonizada por Daniel Craig.

## Argumento
May (Anne Reid) y su marido Toots (Peter Vaughan) viajan a Londres a visitar en el barrio de Notting Hill a su hijo Bobby (Steven Mackintosh), su nuera Helen (Anna Wilson-Jones) y sus nietos, familia para la que ellos son sencillamente unos viejos a los que no vale la pena atender como debieran. También visitan a su hija Paula (Cathryn Bradshaw), quien gusta de escribir y debe cuidar de su hijo al ser madre soltera. Sin embargo, la visita se torna aciaga al morir Toots tras cenar en casa de Paula.
May regresa a su hogar, pero no se siente preparada para soportar su viudez, así que regresa a Londres para sentirse en familia, aunque la realidad de sus nexos familiares sea tan frágil. Bobby y Helen no la quieren en su casa, de lo cual ella se percata y decide salir, perdiéndose en el camino hasta llegar penosamente al hogar de Paula, quien la acoge.
Sin embargo, May se percata de que Paula tiene relaciones con Darren (Daniel Craig), quien remoza las casas de Paula y de Bobby. Es un eficiente trabajador, pero es lo suficientemente tosco como para que May lo considere incompatible para su hija, hasta que el trato directo con él cambia de tal manera las cosas que May y Darren entablan relaciones íntimas, lo cual escandaliza a la familia.

## Reparto
- Anne Reid — May
- Daniel Craig — Darren
- Peter Vaughan — Toots
- Danira Gović — Au Par
- Steven Mackintosh — Bobby
- Cathryn Bradshaw — Paula
- Anna Wilson-Jones — Helen
- Harry Michell — Harry
- Rosie Michell — Rosie

## Premios y honores

### Ganadora
- 2004 London Critics Circle Film Awards

ALFS Award - Anne Reid

### Nominaciones
- 2004 BAFTA Premios

- 2004 British Independent Film Award - Anne Reid

- 2004 Cinemanila International Film Festival

Lino Brocka Award - Roger Michell
- Premios de Película europea

2004 Premio de Audiencia - Daniel Craig y Anne Reid
2003 Película europea Premio - Anne Reid y Hanif Kureishi
- 2004 London Critics Circle Film Awards

ALFS Premio - Daniel Craig, Hanif Kureishi, Película del Año
- 2004 Shanghái Festival de cine Internacional

Dorado Goblet - Roger Michell